# Generaldirektor
Generaldirektor (auch englisch General Manager) ist die Bezeichnung für den Leiter einer mittleren oder großen Institution, unter dem im Allgemeinen weitere Direktoren für Einzelbereiche tätig sind.
Diese Bezeichnung besitzt in Deutschland eine juristische Bedeutung als Bezeichnung der Leiter von wichtigen staatlichen Museen und Bibliotheken sowie sonstigen kulturellen Einrichtungen als Beamte der Besoldungsordnung B (z. B. Generaldirektor der Deutschen Nationalbibliothek). 
Keine juristische Bedeutung hat die Bezeichnung in der Privatwirtschaft. Dort werden die Unternehmensleiter entweder als „Geschäftsführer“ (bei einer Gesellschaft) oder z. B. als „Vorstandsvorsitzender“, „Vorstandssprecher“ beziehungsweise „Vorstand“ (bei einer Aktiengesellschaft) bezeichnet. Der Titel „Generaldirektor“ gilt in Deutschland, im unternehmensinternen Gebrauch, seit den 1970er Jahren teilweise als antiquiert. Allerdings stellt dies keine einheitliche Auffassung dar, da der Titel in der Praxis in einigen Bereichen dennoch verwendet wird, insbesondere wenn Bezeichnungen wie z. B. „Generalintendant“ oder „Hauptgeschäftsführer“ aufgrund der konkreten Organisationsform nicht anwendbar sind.

## Vorkommen
Die Funktion des Generaldirektors gibt es insbesondere:
Wirtschaftliche Funktion

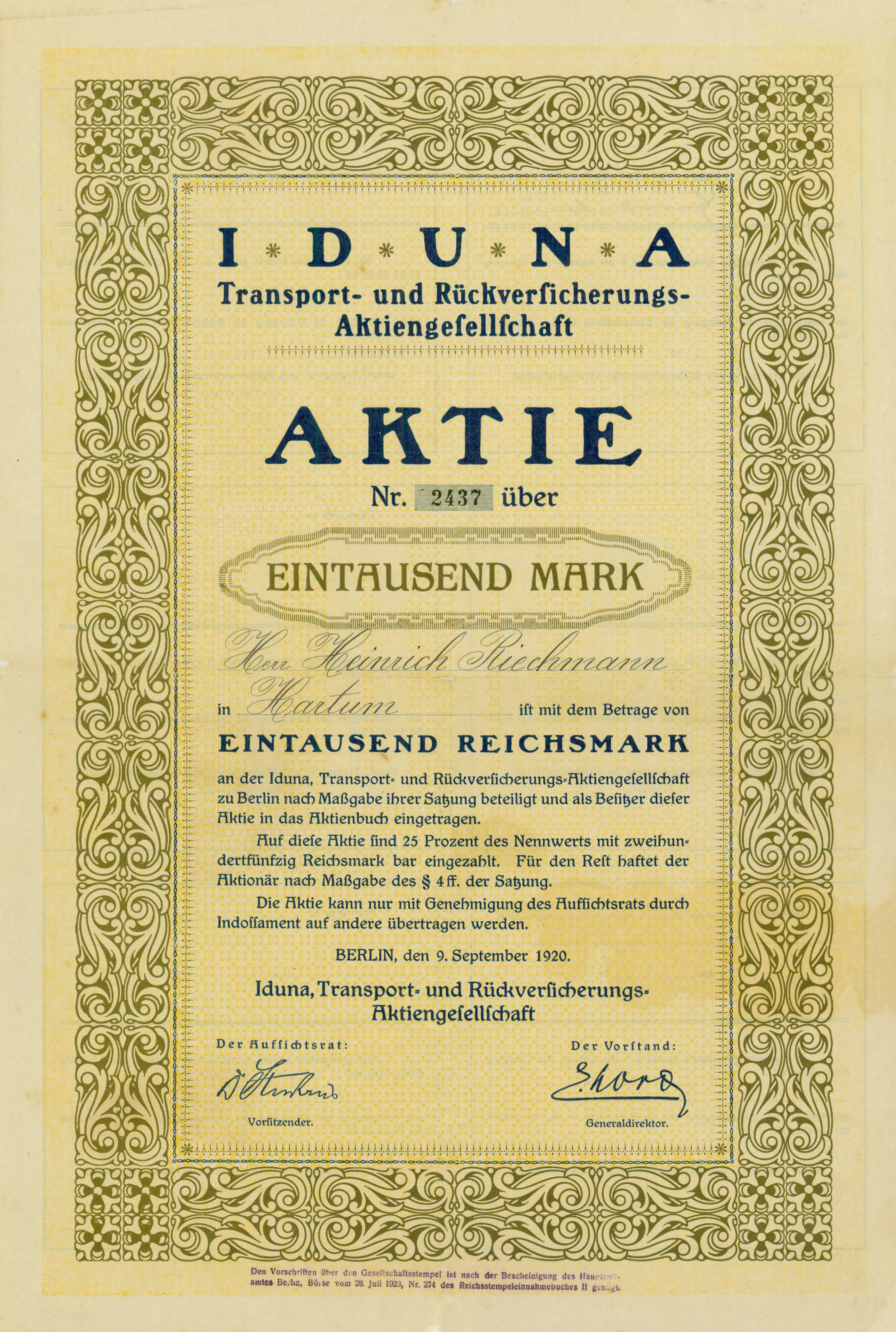
Der Generaldirektor unterschrieb für den Vorstand auf dieser Aktie der Iduna Transport- und Rückversicherungs-AG vom 9. September 1920

- Bei großen Unternehmen oder in Konzernen: In Wirtschaftsunternehmen fand man im deutschsprachigen Raum den Titel und die Positionsbezeichnung Generaldirektor für den ranghöchsten Manager. Der Begriff wurde teilweise als Synonym für Vorstandsvorsitzender gebraucht.
- In Hotels internationaler Hotelketten sind die Direktoren der einzelnen Hotels general manager (Generaldirektoren). Sie haben, je nach Anforderung des Hauses, weitere Direktoren für Verkauf, Personal, Wirtschaftsabteilung (Gastronomie) etc. unter sich.
- In der Deutschen Demokratischen Republik war ein Generaldirektor der Leiter eines Kombinates.
- Bei Museen (auch Generalkurator), Theatern oder Opernhäusern (auch: Generalintendant)

Politische Funktion
- Der Generaldirektor für die öffentliche Sicherheit ist ein hochrangiger Beamter in Österreich
- In Regierungen (z. B. frz.: directeur-général)
- In Belgien Bezeichnung für den Leiter einer Stadtverwaltung
- Die Leiter der Generaldirektionen der Europäischen Kommission werden als Generaldirektor bezeichnet.
- Der Leiter der Verhandlungsrunden und Institutionen des Allgemeinen Zoll- und Handelsabkommens wurde Generaldirektor des GATT genannt.
- Der administrative Leiter der Welthandelsorganisation wird Generaldirektor genannt.